# Nova (TV-program)
Nova var ett vetenskapsmagasin i Sveriges Television som producerades av SVT Norrköping.
Nova började sändas den 9 mars 1994 och ersatte då vetenskapsmagasinet Sigma som sänts från SVT Umeå 1983-1993. Programledare från början var Maria Borelius som ledde programmet fram till våren 1997 (med en paus hösten 1995). Från hösten 1999 var Lena Liljeborg programledare.
Nova sände för sista gången i december 2002. Nästa höst ersattes programmet av Vetenskapsmagasinet som också producerades av vetenskapsredaktionen i Norrköping.